# Eliaquim Rubinstein

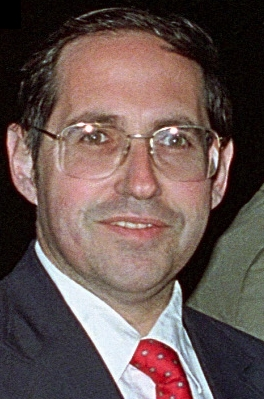
Eliaquim Rubinstein

Eliaquim Rubinstein (Tel Aviv, 13 de Junho 1947 - ) é um jurista israelense, o Conselheiro jurídico do governo israelense entre  1997 e 2004 e um atual juiz no supremo tribunal de justiça israelense.
1. ↑  «Eliaquim Rubinstein». ISNI. Consultado em 25 de novembro de 2020